# Klaus Roth
Klaus Friedrich Roth (ur. 29 października 1925 we Wrocławiu, zm. 10 listopada 2015) – brytyjski matematyk, znany z prac nad aproksymacją diofantyczną, wyszukiwaniem liczb pierwszych i zagadnieniami równomiernego rozkładu.

## Życiorys
Roth ukończył kolegium Peterhouse w Cambridge w roku 1945. Był uczniem Harolda Davenporta.
W roku 1955 udowodnił twierdzenie, zwane dziś twierdzeniem Thue-Siegela-Rotha (lub krótko – twierdzeniem Rotha), będące ostatnim z szeregu twierdzeń dotyczących aproksymacji liczb algebraicznych za pomocą liczb wymiernych. Rozwiązuje ono w sposób ostateczny problematykę dokładności takiej aproksymacji. Za wynik ten został w roku 1958 wyróżniony medalem Fieldsa.
W roku 1956 Roth wykazał, że dowolny podzbiór zbioru liczb całkowitych o gęstości dodatniej zawiera nieskończenie wiele ciągów arytmetycznych długości trzy. Wynik ten został później znacznie wzmocniony przez innych matematyków i nosi dziś nazwę twierdzenie Szemerédiego.
Od roku 1960 był członkiem Royal Society. Oprócz medalu Fieldsa, wyróżniono go medalem De Morgana przyznawanym przez Londyńskie Towarzystwo Matematyczne oraz Medalem Sylvestera za rok 1991.
Miał liczbę Erdősa równą 2.